# Nicolò Bertola
Pour les articles homonymes, voir Bertola.
Nicolò Bertola, né le 23 mars 2003 à Carrare en Italie, est un footballeur italien qui évolue au poste de défenseur central à l'Udinese Calcio.

## Carrière

### En club
Formé à Spezia Calcio, il fait ses débuts avec l'équipe première le 16 décembre 2021 contre l'US Lecce en coupe et la Spezia perd 2-0. Il marque son premier but le 12 novembre 2023 contre Ternana Calcio en Serie B.
Le 31 août 2022, il est prêté pour une saison à l'Aquila Montevarchi qui joue Serie C, où il a joué 22 matchs et il a marqué un seul but contre l'Imolese le 20 novembre 2022.

### En sélection
Il fait ses débuts avec les moins de 19 ans le 9 février 2022 lors d'un match amical contre la Turquie.
En juin 2024, il participe avec les espoirs au tournoi Maurice-Revello où il a joué 3 matchs. Le 15 octobre, il joue contre l'Irlande dans les éliminatoires de l'Euro espoirs 2025.